# Олефіренко Олена Іванівна
Олена Іванівна Олефіренко (Сеньків; нар. 11 квітня 1978, Новояворівськ) — українська веслувальниця (академічне веслування), чемпіонка Європи, учасниця двох Олімпіад, майстер спорту України міжнародного класу (2001).

## Біографія
Олена Сеньків народилася 11 квітня 1978 року в м. Новояворівськ Яворівського району Львівської області, тепер Україна. Закінчила Херсонське вище училище фізичної культури (1997) і Національний університет фізичного виховання та спорту України (2002), тренер-викладач.
Тренувалася у Херсонській школі вищої спортивної майстерності.
Входить до залу спортивної слави Херсонищини (2012).

## Спортивна кар'єра
Олена Сеньків дебютувала на міжнародних змаганнях 1996 року на чемпіонаті світу серед юніорів і в складі четвірки парної зайняла п'яте місце.
З 1997 року Сеньків входить до штатної збірної команди України з академічного веслування.
1997 року на чемпіонаті світу зайняла дев'яте місце, на чемпіонаті світу 1998 була тринадцятою, а на чемпіонаті світу 1999 вибула з боротьби на другому попередньому етапі в двійках парних.
2001 року ввійшла до складу четвірки парної і зайняла перше і сьоме місце на етапах Кубку світу і шосте на чемпіонаті світу.
2002 року в складі четвірки парної (Олена Ронжина, Наталія Губа, Олена Сеньків, Тетяна Колеснікова) тричі перемагала на етапах Кубку світу і стала його володаркою, а на чемпіонаті світу була шостою.
Після одруження Олена продовжила виступи під прізвищем Олефіренко.
2003 року зайняла перше і третє місце на етапах Кубку світу і п'яте на чемпіонаті світу в четвірках парних.
2004 року зайняла сьоме і шосте місце на етапах Кубку світу.
Член олімпійської збірної України на Іграх XXVIII Олімпіади 2004 року в Афінах. У складі четвірки парної (Олена Морозова, Яна Дементьєва, Тетяна Колесникова й Олена Олефіренко) була третьою в фінальному заїзді, але рішенням комітету МОК, через вживання Оленою Олефіренко препаратів, що можуть бути основою для створення допінгу, результат українок скасовано, а бронзові нагороди передано австралійкам.
2006 року на чемпіонаті світу була сьомою в четвірках парних.
2007 року зайняла п'яте місце на етапі Кубку світі, четверте — на чемпіонаті світу і стала чемпіонкою Європи в четвірках парних.
Член олімпійської збірної України на XXIX Олімпійських іграх 2008 року у Пекіні. У фінальному заїзді четвірки парної серед жінок на 2 км Світлана Спірюхова, Олена Олефіренко, Наталія Ляльчук і Тетяна Колеснікова стали четвертими, програвши команді Німеччині, що зайняла третє місце, 0,46 сек. (6:20.02).
В парній четвірці двічі ставала чемпіонкою Європи у 2007 (Світлана Спірюхова, Тетяна Колеснікова, Олена Олефіренко, Наталія Губа) та 2008 (Світлана Спірюхова, Тетяна Колеснікова, Олена Олефіренко, Наталія Ляльчук).
2010 року була п'ятою на етапі Кубку світу і шостою на чемпіонаті Європи в двійках парних.
Багаторазова чемпіонка України. Дворазова переможниця II Всеукраїнських літніх спортивних ігор.